# Schräge Musik
Schräge Musik va ser el terme alemany en que es designava la instal·lació de canons automàtics en una posició dorsal obliqua en els caces nocturns bimotors durant la Segona Guerra Mundial. Schräge Musik (música obliqua) deriva del terme col·loquial per anomenar la música de jazz.
Els caces nocturns feien servir aquest equip per acostar-se i atacar els bombarders aliats des de sota, fora del camp de visió habitual de la tripulació. La majoria dels bombarders d'aquesta època usats en missions de bombardeig nocturn, com l'Avro Lancaster, no tenien armament ventral fent que fossin víctimes fàcils dels atacs des de sota. Un avantatge que va aprofitar la Luftwaffe.
Un atac amb un caça equipat amb Schräge Musik permetia la sorpresa total. En l'inici de l'ús operacional (mitjans del 1943 - inici del 1944) les tripulacions dels bombarders aliats atribuïen l'atac al foc antiaeri més que a l'atac d'un caça.

## Origen i desenvolupament
L'Oberleutnant, Rudolf Schoenert, del 4./NJG 2, va decidir experimentar amb el tir en oblic el 1941 i va començar a provar aquestes instal·lacions enmig de l'escepticisme dels seus superiors i companys. La primera instal·lació es va fer a finals de 1942, en un Dornier Do 17Z-10 que també estava equipat amb la versió inicial del radar FuG 202 Lichtenstein B/C que operava sobre la banda UHF. El juliol de 1942, Schoenert va discutir els resultats del seu experiment amb el general Kammhuber, que va autoritzar la conversió de tres Dornier Do 217J-1, afegint-hi un armament vertical de quatre o sis MG 151. Es van realitzar altres experiments al centre de proves de vol de la Luftwaffe (Erprobungsstelle) a Tarnewitz, a la costa del Mar Bàltic, a finals del 1942. Es va trobar que un angle entre 60 °i 75 ° proporcionava els millors resultats, ja que permetia de mantenir sobre el punt de mira un objectiu que s'hi mogués a uns 8 °/ seg.
Schönert es va convertir en el Comandant de la II./NJG 5, i un armer que servia en el Gruppe, l'Oberfeldwebel Mahle, va instal·lar en els Messerschmitt Bf 110 un parell de canons MG FF / M 20 mm en el compartiment posterior de la cabina, disparant per dos forats en el vidre de la mateixa. Schönert va utilitzar un Bf 110 modificat per abatre un bombarder el maig de 1943. Des de juny de 1943, es va produir un equip de conversió oficial per als caces Messerschmitt Bf 110, Junkers Ju 88 i Dornier Do 217N.

## Ús operacional
Abans de la introducció de l'Schräge Musik el 1943, les Nachtjagdgeschwadern (NJG, ales de combat nocturn) estaven equipades amb caces monomotors o caces bimotors equipats amb radar al morro i una combinació d'armes frontals i de defensa.
En la intercepció estàndard el caça s'acostava al bombarder des de la part posterior per entrar en posició de tir fet que li presentava dos problemes, l'objectiu a abatre presentava el seu perfil més petit i quedava a l'abast de les torretes de cua, dissenyades per evitar aquest tipus d'atacs. Si bé el calibre de 30,7 polzades (7,7 mm) feia que aquests canons fossin menys efectius del que s'esperava, els artillers de cua també servien per avisar els pilots que iniciaven una maniobra evasiva anomenada Corkscrew (llevataps).
Els pilots de caça nocturna, per tant, van desenvolupar una nova tàctica per evitar els canons de la torreta de cua: L'atac von unten hinten. El caça alemany, lleugerament per sota i darrere del bombarder britànic, apuntaria el morro del seu avió lleugerament cap amunt per utilitzar l'armament frontal que predominava en tots els caces nocturns alemanys per tal de disparar al fuselatge del bombarder britànic. La meitat posterior d'un bombarder pesat, especialment la seva badia de bombes i la torreta posterior, eren especialment vulnerable en aquest tipus d'atac.
En un atac amb Schräge Musik els avions alemanys que atacaven se situarien per sota del bombarder i llavors utilitzaria els seus canons de tir oblic, sovint amb un efecte devastador. Els motors i els dipòsits de combustible eren especialment vulnerables a aquest atac.